# Autostrada A3 (Polska)
Autostrada A3 – planowana w latach 1993–2001 autostrada w zachodniej części Polski o przebiegu: Szczecin – Gorzów Wielkopolski – Zielona Góra – Legnica – Bolków – Lubawka (granica z Czechami). W związku z rezygnacją Agencji Budowy i Eksploatacji Autostrad z wybudowania autostrady zmieniono kategorię trasy na drogę ekspresową, nadając jej oznaczenie S3.

## Przebieg
Na niektórych mapach drogowych wydawanych w latach 90. przedstawiano orientacyjny przebieg autostrady, który miejscami różni się od przebiegu dzisiejszej drogi ekspresowej S3.
Autostrada miała rozpoczynać się na węźle Radziszewo z ówczesną drogą krajową nr 118, następnie przybliżyć się do drogi krajowej nr 3 na wysokości Pyrzyc i biec równolegle do niej do Gorzowa Wielkopolskiego. Stamtąd A3 wyznaczono niemalże prostoliniowo do Jordanowa, gdzie miała krzyżować się z autostradą A2 i drogą nr 3, omijać od wschodu Świebodzin, a od zachodu Sulechów, przekroczyć Odrę nowym mostem oraz wykorzystać istniejącą obwodnicę Zielonej Góry. Dalej autostrada miała być odsunięta na zachód od Nowej Soli, przeciąć „trójkę” przy skrzyżowaniu z obecną drogą wojewódzką nr 292 i ponownie przy Gaworzycach, oddalić się od Polkowic i Lubina oraz ponownie skrzyżować się z trasą nr 3 w Kochlicach. Autostrada miała stanowić wschodnią obwodnicę Legnicy oraz na węźle Gniewomierz połączyć się z A4 i dalej biec równolegle do drogi nr 3 aż do Bolkowa. Dalej A3 miała biec wzdłuż ówczesnej drogi krajowej nr 371, omijając od wschodu Kamienną Górę i zakończyć swój przebieg na granicy polsko-czeskiej w Lubawce, gdzie łączyłaby się z drogą I kategorii o numerze 16.